# Świniewo
Świniewo – jezioro rynnowe położone na Pojezierzu Kaszubskim (gmina Sierakowice, powiat kartuski, województwo pomorskie) przy drodze wojewódzkiej nr 211 pomiędzy Puzdrowem a Sierakowicami.
Powierzchnia całkowita: 12 ha.